# Saint-Marc Girardin
Pour les articles homonymes, voir Girardin.
Marc Girardin, dit Saint-Marc Girardin, ou Saint-Marc de Girardin, né le 22 février 1801 à Paris et mort le 11 avril 1873 à Morsang-sur-Seine, est un universitaire, critique littéraire et homme politique français.

## Biographie

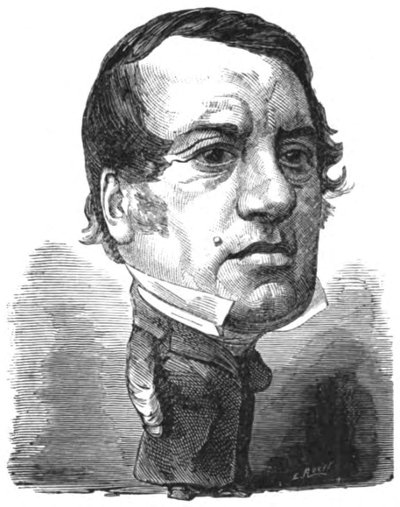
Caricature de Saint-Marc Girardin par Georges Lafosse

Élève du collège Napoléon puis de l'institution Hallays Dabot, il obtient une licence en lettres et en droit, et est agrégé de classes supérieures en 1823. Récompensé par l'Académie française en 1822 et 1827, il donne des cours au collège Henri-IV de 1822 à 1825 puis est nommé professeur de Seconde au collège Louis-le-Grand à Paris en 1826. Il commence à cette époque à écrire pour le Journal des Débats. Dans sa jeunesse, il a pour camarade Ximénès Doudan.

### La Monarchie de Juillet
Après la Révolution de Juillet, il est nommé maître des requêtes au Conseil d'État et est chargé de remplacer François Guizot, devenu ministre de l'Instruction publique, comme professeur d'histoire à la Sorbonne en 1830. En 1833, chargé par Guizot d'une mission d'observation sur l'enseignement dans les États du sud de l'Allemagne, il écrit le rapport De l'instruction intermédiaire et de son état dans le midi de l'Allemagne. En 1833, il est également nommé professeur de poésie française à la Sorbonne. De 1836 à 1870, il participe à de très nombreuses soutenances de thèses de doctorat ès lettres, en qualité de membre du jury. 
Girardin est élu député de Saint-Yrieix (Haute-Vienne) en 1834, 1837 (mandat interrompu en 1839), 1842 et 1846 ; il siège au centre et soutient les gouvernements successifs. Il est nommé ministre de l'Instruction publique dans le gouvernement envisagé en février 1848 pour remplacer celui de Guizot, mais la chute de Louis-Philippe entraîne son retrait de la vie politique. Il poursuit dès lors son activité professorale et journalistique.
Il est un des principaux  rédacteurs du Journal des Débats, après les journées de juillet 1830. Il traite principalement les questions de politique étrangère, de doctrine politique et signe aussi des articles de critique littéraire. Il collabore à la Revue des deux Mondes. Il est élu membre de l'Académie française en 1844. Ses recherches et travaux aiguisent son intérêt pour le Levant. Il est membre du conseil général de L'Œuvre des Écoles d'Orient, plus connue actuellement sous le nom de L’Œuvre d’Orient en 1861 et jusqu’à sa mort.

### Le Second Empire et la Troisième République
Saint-Marc Girardin se présente aux élections de 1863 (2e circonscription de la Haute-Vienne), mais est battu ; il est en revanche élu aux élections de février 1871. Il se sépare du Journal des Débats en 1872. Il meurt au cours de son mandat. Il est inhumé à Paris au cimetière du Père-Lachaise (32e division).

## Principales publications
- Éloge de Lesage, 1822.
- Éloge de Bossuet, 1823, ouvrage couronné par l'Académie française.
- Tableau de la littérature française au XVIe siècle, 1829.
- Notices politiques et littéraires sur l'Allemagne, 1835.
- De l'instruction intermédiaire et de son état dans le sud de l'Allemagne, 2 volumes, 1835-1838.
- Cours de littérature dramatique, ou De l'usage des passions dans le drame, 5 volumes, 1843-1868.
- Essais de littérature et de morale, 2 volumes, 1845.
- De l'Instruction intermédiaire et de ses rapports avec l'instruction secondaire, 1847.
- Souvenirs de voyages et d'études, 2 volumes, 1852-1853.
- Souvenirs et réflexions politiques d'un journaliste, 1859.
- De la situation de la papauté au 1er janvier 1860, 1860.
- Des Traités de commerce selon la Constitution de 1852, 1860.
- La Syrie en 1861. Condition des chrétiens en Orient, 1862.
- La Fontaine et les fabulistes, 2 volumes, 1867.
- Rapport sur la chute du Second Empire, 1873.
- Jean-Jacques Rousseau, sa vie et ses ouvrages, 2 volumes, 1876.